# بش‌اریق
بش‌اریق (به ازبکی: Beshariq) یک منطقهٔ مسکونی در ازبکستان است که در ولایت فرغانه واقع شده‌است. بش‌اریق ۲۳٬۹۱۲ نفر جمعیت دارد.